# Суперкондензатор
Суперкондензаторите наричани също и ултракондензатори, представляват кондензатори с извънредно голям капацитет, които биха могли да заменят широко разпространените химически батерии . В алуминиев електролитен кондензатор, например, като диелектричен слой се използва алуминиев оксиден филм, докато в танталовия кондензатор се използва филм от танталов оксид. Поради ниската порьозност на оксидите, капацитетът на конвенционалните кондензатори остава сравнително нисък. Свойствата на електродите са определящи за суперкондензаторите. Няколко вида електроди са били изпробвани в лаборатория за двуслойни суперкондензатори. Те са базирани на въглерода и са покрити с органичен електролит, който е лесен за производство и това е една от най-често срещаната технология. Главните материали за производството им са въглеродни нанотръби, бариев титанит (BaTiO3), аерогели и други извънредно порести вещества. Съществуват и прототипни модели, изградени от 90% целулоза и 10% въглеродни нанотръби. Този материал позволява производството на суперкондензатори, които имат същите физически свойства като хартията, но издържат на по-високи температури (от 37,8 до над 148,9 °C).

## Принцип на работа
Основното при тези кондензатори е материалите използвани за електроди. В зависимост от състава им те работят на електростатичен и фарадеев принцип.
Енергията в суперкондензаторите се запасява в статична форма, а не като продукт на електрохимичен процес, както е в галваничните елементи. Те могат да бъдат зареждани теоретично безкраен брой пъти. На практика броят на зареждане зависи от вида на използваните суровини и от работната температура. Времето им на зареждане е до 10 пъти по-малко в сравнение с времето на зареждане на конвенционални батерии със същия капацитет. Подобно на електролитните кондензатори, полярността е означена върху корпуса и трябва да се спазва винаги. Прилагането на напрежение в обратна посока за продължително време скъсява експлоатационния срок и може да доведе до изтичане на електролит. Електролитът и електродите в суперкондензатора не участват в електрохимична реакция при нормалната му експлоатация. Адсорбираният йон няма химическа реакция с атомите на електрода (не възникват химически връзки, тъй като се извършва само прехвърляне на заряд).
Често суперкондензаторите се свързват последователно като свързването на повече от три елемента налага балансиращ електронен модул. Балансирането може да бъде пасивно и активно. За приложения с ограничен енергиен източник или висока цикличност се предпочита активно балансиране
Разходите за един акумулиран ват енергия все още не могат да са конкурентни с разходите при производството на батерии , но бързото развитие на нанотехнологиите, огромните количества, които биха били достигнати в резултат на големите глобални пазари, както и наличието на сравнително евтини суровини за производство, предполагат бързо падане на цените за акумулиран ват.

## История
Първият суперкондензатор, основан на двуслоен материал от обикновени въглеродни електроди, е разработен през 1957 година в General Electric. Тогава е нямало точно обяснение за явлението. Standard Oil Company, Клийвланд САЩ е била първата компания, патентовала през 1966 година апарат, който акумулира енергия, използвайки такъв тип двуслойна структура.
Изследователският център Standard Oil of Ohio Research Center е провеждал редица опити в началото на 60-те години на миналия век. Въпреки практическите успехи на опитите, теоретическите обяснения на явленията са били недостатъчни. SOHIO лицензира разработената техника на компанията Nippon Electric през 1971, която лансира на пазара първите продукти, наречени Super Capacitor, предназначени за временно запаметяване на данни.

## Видове суперкондензатори
Суперкондензаторите се делят на три основни групи:
- Двуслойни (EDLC)
- Хибридни
- Псевдокондензатори

Двуслойните са най-масово произвеждани. Структурата на суперкондензатор от този вид се състои от два електрода от активен въглерод, нанесен върху алуминиево фолио и разделени от сепаратор. Този въглен е леко порьозно вещество с огромна площ между 500 и 2000 m2/g.
Псевдокондензаторите доставят по-висок специфичен капацитет и плътност на енергията от EDLC.

## Предимства
Предимствата спрямо галваничните батерии и акумулаторите са следните:
- Могат да осигуряват до 10 пъти по-голям ток и мощност в импулса
- Не изискват поддръжка
- Времето за зареждане е с пъти по-кратко
- Имат свойството за отдаване на цялата натрупана електрическа енергия до достигане на напрежение 0 V
- Електрическият заряд практически не намалява при ниски температури, тъй като не е зависим от химична реакция
- Суперкондензаторите могат да издържат резки температурни промени, вибрации и ударно натоварване [2]
- Екологичност – като суровини не се използват отровни вещества (за разлика от NiCd и оловните акумулатори).

## Недостатъци
- голяма част от суперкондензаторите не могат да достигнат високо напрежение, което налага последователното им свързване и допълнителна електроника
- разреждането им е бързо и много по-голямо в сравнение с това на електрохимическите батерии [11]
- последователното свързване на повече от 3 кондензатора изисква решение за уравновесяване на напрежението в ел. схема [11]
- по-висока цена на единица акумулирана енергия.

## Настоящи производствени приложения
Суперкондензаторите се използват в приложения, изискващи рязко освобождаване на енергия при високо напрежение.
- като компоненти в светкавиците на камерите на новите модели мобилни телефони. Съществуват прогнози за годишен ръст от 115% [12]
- като части от електронните схеми на различни видове конвейери, транспортьори, лифтове, асансьори и др.[13]
- немската компания Diehl Luftfahrt Elektronik използва суперкондензатори като главен енергиен източник за захранването на вратите и аварийните изходи на най-големия пътнически модел самолет – Airbus 380
- Proton Power Systems е започнала производството на мотокар, който използва ефикасно както горивна клетка, така и суперкондензатори в енергийната си система [14]
- Като главни енергийни източници на mp3 плейъри и други потребителски устройства, изискващи сравнително малко количество на енергия [15]
- Суперкондензатори могат да бъдат използвани като буфер към горивните клетки за застраховане срещу прекъсванията на токоподаване и уравновесяване на напрежението [14].
- Батериите имат огромен капацитет, но са силно ограничени от гледна точка на изходния ток поради високото вътрешно съпротивление. Суперкондензаторите, макар и с не много голям капацитет, могат да осигурят огромен ток на натоварване. Така суперкондензаторът и батерията се допълват.[16] Суперкондензаторите също така разширяват работния температурен диапазон за батериите.

## Прототипни приложения
„Тойота Супра HV-R“ е поставила рекорд на 24-часовото състезание „за издръжливост“ в Tokachi , използвайки суперкондензатори като основен източник на енергия. Суперкондензатори се използват за акумулиране на енергията при рекуперативно спиране на електрическите превозни средства, което ги превръща в особено ценен компонент и при електромобилите. Те се зареждат бързо по време на спиране и после отдават електроенергия по време на ускорение. За момента оптималният начин за задвижване на електрически превозни средства остава съчетанието между батерии и суперкондензатори. Първите се грижат за поддържането на скоростта и осигуряват нужния пробег, докато вторите спомагат ускорението и акумулират енергия при спиране.

## Влияние и роля на суперкондензаторите в бъдещето
Едно масирано навлизане на суперкондзаторите би преобразило много промишлеността. Например автомобилната индустрия би започнала производството на изцяло електрически двигатели – броят на частите на колите би паднал от 5000 на 100, което би се отразило надолу по веригата на доставчиците на части свързани с двигателите за вътрешно горене. Огромните пазари на литиевойонните батерии биха се прехвърлили изцяло на суперкондензатори. Тенденцията за повишаване на цените на петролните продукти би спряла. Употребата на алтернативни източници на електрическа енергия като вятърна и слънчева би се повишила и подобрила конкурентоспособността си. Някои тепърва прохождащи производства на биогорива биха се превърнали бързо в излишни и нерентабилни.
Най-голямото предимство на суперкондензаторите (йонистор е другият термин) в електрически или хибридни задвижвания е възможността за възстановяване/ рекуперация на енергията при спиране – когато електродвигателят минава в генераторен режим, тогава кондензаторите могат да се заредят за няколко секунди за разлика от литиевойонните батерии, така че бъдещето е по-скоро на смесена технология, литиевойонните батерии все още са няколко пъти по-ефективни като съотношение заряд /тегло. На пазара от няколко години се предлагат готови пакети суперкондензатори за пусков ток на обикновени автомобили.